# Sakura (nombre)
Sakura es un nombre propio japonés usado generalmente para nombres femeninos. También es el nombre de un árbol de Japón.

## Etimología
El nombre Sakura en japonés significa «cerezo en flor» refiriéndose al árbol del cerezo japonés del mismo nombre, Sakura (cerezo).
Se suele escribir de dos maneras:
- kanji: 桜
- hiragana: さくら

## Personas llamadas Sakura
- Sakura Tange (Seiyuu)
- Sakura Tsukuba (mangaka)
- Sakura Kinoshita (mangaka)

## Personas ficticias llamadas Sakura
- Sakura Amamiya 天宮 さくら Sakura Wars.
- Sakura, un personaje secundario de Rurouni Kenshin.
- Sakura (Pokémon) un personaje del anime Pokémon.
- Sakura Glory un personaje del manga Rave Master.
- Sakura Haruno un personaje del manga y anime, Naruto.
- Sakura Kinomoto un personaje del mangas y animes Card Captor Sakura y Tsubasa: RESERVoir CHRoNiCLE.
- Sakura Kusakaben un personaje del anime Bokusatsu Tenshi Dokuro-chan.
- Sakura Kasugano un personaje de Street Fighter.
- Sakura Matou un personaje del videojuego y anime Fate/stay night
- Sakura Kakei un personaje de Get Backers.
- Sakura Yamazaki un personaje de Blue Seed
- Sakura Shinjugi un personaje de Sakura Wars.
- Sakura Momomiya un personaje de Ichigo Momomiya en Tokyo Mew Mew
- Sakura Chiyo un personaje de Gekkan Shoujo Nozaki-kun
- Sakura Ichitaro un personaje de Lesson XX
- Sakura un personaje del anime Virtual Hero
- Sakura Yamauchi un personaje del anime Kimi no Suizō o Tabetai

- Datos: Q2465317